# 罗怀臻
罗怀臻（1956年—），男，生于江苏淮阴，祖籍河南许昌，中华人民共和国剧作家，上海戏剧学院教授，中国戏剧家协会副主席，中国文学艺术界联合会全国委员会委员。毕业于上海戏剧学院戏剧文学系。